# جدوعه
جدوعه (به عربی: جدوعة) یک روستا در سوریه است که در ناحیه صبوره واقع شده‌است.